# Zimmerwald (Film)
Zimmerwald ist ein Schweizer Dokumentarfilm von Valeria Stucki aus dem Jahr 2023. Der Film beschäftigt sich mit der Zimmerwalder Konferenz von 1915, die im Berner Dorf Zimmerwald weitgehend vergessen wurde. Im Film begibt sich eine Gruppe Jugendlicher aus Zimmerwald auf eine Reise, um die historischen Spuren der Konferenz zu entdecken.

## Handlung
In Zimmerwald, idyllisch gelegenen in den Schweizer Voralpen, fand im September 1915 während des Ersten Weltkriegs eine als ornithologisches Treffen deklarierte Konferenz statt. In Wahrheit handelte es sich um eine geheime Konferenz, bei der die führenden Köpfe der Sozialisten aus ganz Europa, darunter auch Leo Trotzki und Wladimir Iljitsch Lenin, die an einer geheimen Konferenz teilnahmen, bei der die führenden Köpfe der Sozialisten aus ganz Europa die internationale Arbeiterbewegung in einen demokratisch-sozialen und einen revolutionär-kommunistischen Flügel spalten wollten. Durch das Zimmerwalder Manifest fand der Ort Eingang in die Weltgeschichte. Hundert Jahre später sucht eine Sekundarschulklasse nach den Spuren dieser in der Sowjetunion legendenumwobenen und in ihrem Dorf ausgelöschten Geschichte. Sie führt in ein Labyrinth aus Vergessen und Erinnern.

## Produktion
Drehbuch und Regie stammen von Valeria Stucki. Produziert wurde der Film von der Berner Produktionsfirma Lomotion AG.

## Rezeption

### Kritiken
Das Bieler Tagblatt hebt hervor, wie Stucki mit «wachem Blick» dem Wunsch nachspürt, ein bedeutendes historisches Ereignis nicht wahrhaben zu wollen.
Das Filmbulletin lobt die subtile Komik des Films. Die Versuche der Bewohnerinnen und Bewohner, den neugierigen Fragen der Jugendlichen höflich auszuweichen, ohne dabei Verantwortung einzugestehen, seien von «Slapstickqualität». Dieser Umgang wird als Sinnbild für die «traditionell selektive» Erinnerungspolitik der Schweiz verstanden.

### Festivals
- 29e Visions du Réel, Festival international de cinéma, Nyon 2023[5]
- 47. Duisburger Filmwoche 2023
- 59. Solothurner Filmtage 2024